# Voyage d'études
Voyage d'études est un roman inachevé de l'écrivain français Jules Verne.

## Historique

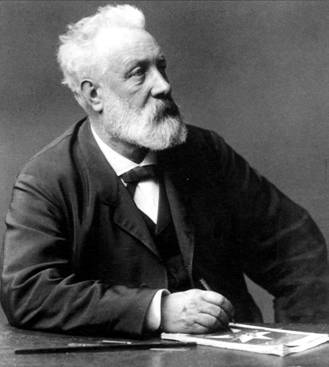
Jules Verne vers 1895.

En 1903, Théophile Cart prononce un discours à Amiens, à l’origine de la création d’un groupe espérantiste dont Charles Tassencourt, ami de Jules Verne, devient le président. En 1904, Tassencourt et Joseph Delfour proposent à Verne la présidence d’honneur du groupe, et l’écrivain promet d’écrire un roman vantant les mérites de l’espéranto. Il y décrit l’espéranto comme « un idiome simple, flexible, harmonieux, se prêtant également à l’élégance de la prose et à l’harmonie du vers. Il est capable d’exprimer toutes les pensées et même les sentiments les plus exquis de l’âme. En outre, par ses éléments, il est la langue internationale par excellence ».
Ainsi, il s’attelle à l’écriture et laisse provisoirement en blanc les passages devant être traduits ultérieurement en espéranto. Jules Verne n'écrit que les cinq premiers chapitres de l'ouvrage avant sa mort en 1905. Son fils Michel reprend le manuscrit original, le complète et le publie en 1919 sous le titre L'Étonnante Aventure de la mission Barsac,. La langue esperanto n'y est plus parlée que chez les criminels de la ville maudite et esclavagiste, Blackland, commandée par Harry Killer.

## Résumé
Le texte raconte l'histoire d'une commission parlementaire française envoyée au Congo afin de décider si la colonie doit être représentée au Parlement par un sénateur et un député. André Deltour commande l'expédition, à laquelle, outre les deux élus français Isidore Papeleu et Joseph Denizart, se joignent un géographe réputé, Louis Merly, et le Russe Nicolas Vanof, qui vient se rendre compte sur place de l'expansion de la nouvelle langue universelle (l'espéranto) créée par le docteur Louis-Lazare Zamenhof, dans la ténébreuse Afrique...
Les premiers chapitres sont connus par leur contenu intégral présent dans le manuscrit de Jules Verne, numérisé par la bibliothèque municipale de Nantes. Les chapitres suivants n’ont qu’un titre provisoire, retrouvés dans d’autres notes préparatoires de 1903.

## Personnages
- André Deltour, ingénieur des Ponts et Chaussées, 35 ans.
- Louis Merly, secrétaire général de la Société de géographie, sportif émérite, 25 ans.
- Isidore Papeleu, député de la Haute-Vienne, 42 ans.
- Joseph Denizart, député de la Seine-Inférieure.
- Nicolas Vanof, délégué de la Société internationale espérantiste, russe, 30 ans.
- H. Regnault, gouverneur général de Libreville.
- Razzi, Kazembé du Kimongo.
- Linvogo, 30 ans, guide de la caravane, appartenant à la tribu des Bakotas[8].
- Trost, 27 ans, sergent d'origine française.
- Césaire, 30 ans, sergent d'origine française.

## Éditions
En 1981, la ville de Nantes prit possession de nombreux textes inédits de Jules Verne, parmi lesquels figurait Voyage d'études. Les chapitres originaux du roman ont été publiés dans le tome 3 des Manuscrits nantais, en 1991.
En 1993, Le Cherche Midi éditeur publie également le projet de roman inachevé dans le recueil San Carlos et autres récits inédits.

## Suite du roman
En 2023, chez l’éditeur Librinova, David Petit-Quénivet propose une suite au roman inachevé.
Sous le titre général de Prodigieux Périple à travers la ténébreuse Afrique, la première partie, intitulée Voyage d’études, complète le texte initial du roman et la deuxième partie, dénommée Une ville saharienne, achève le projet originel de Jules Verne.
En 2025, une réédition des deux tomes du roman chez BoD a donné lieu à une seconde version illustrée et enrichie d'éléments bibliographiques dont deux reproductions de notes préparatoires rédigées par Jules Verne.